# Гучжоу
Гучжоу (кит. 古州镇, пін. Gŭzhōu Zhèn) — містечко у КНР, адміністративний центр повіту Жунцзян провінції Ґуйчжоу.

## Географія
Гучжоу розташовується на півдні префектури і провінції загалом.

### Клімат
Містечко знаходиться у зоні, котра характеризується вологим субтропічним кліматом. Найтепліший місяць — липень із середньою температурою 28.3 °C (83 °F). Найхолодніший місяць — січень, із середньою температурою 7.8 °С (46 °F).
| Клімат Гучжоу           | Клімат Гучжоу | Клімат Гучжоу | Клімат Гучжоу | Клімат Гучжоу | Клімат Гучжоу | Клімат Гучжоу | Клімат Гучжоу | Клімат Гучжоу | Клімат Гучжоу | Клімат Гучжоу | Клімат Гучжоу | Клімат Гучжоу | Клімат Гучжоу |
| Показник                | Січ.          | Лют.          | Бер.          | Квіт.         | Трав.         | Черв.         | Лип.          | Серп.         | Вер.          | Жовт.         | Лист.         | Груд.         | Рік           |
| Абсолютний максимум, °C | 25            | 30            | 32            | 36            | 37            | 37            | 38            | 37            | 38            | 35            | 32            | 27            | 38            |
| Середній максимум, °C   | 12            | 14            | 20            | 24            | 26            | 30            | 33            | 32            | 31            | 25            | 19            | 15            | 23            |
| Середня температура, °C | 7             | 10            | 15            | 19            | 22            | 26            | 28            | 27            | 25            | 20            | 15            | 10            | 18            |
| Середній мінімум, °C    | 3             | 6             | 11            | 15            | 18            | 22            | 23            | 22            | 20            | 15            | 11            | 6             | 14            |
| Абсолютний мінімум, °C  | −6            | −2            | −1            | 6             | 10            | 15            | 21            | 17            | 11            | 7             | −1            | −2            | −6            |
| Вологість повітря, %    | 70            | 74            | 73            | 75            | 80            | 81            | 82            | 81            | 75            | 77            | 79            | 76            | 77            |
| ----------------------- | ------------- | ------------- | ------------- | ------------- | ------------- | ------------- | ------------- | ------------- | ------------- | ------------- | ------------- | ------------- | ------------- |
| Джерело: Weatherbase    |               |               |               |               |               |               |               |               |               |               |               |               |               |